# The Long Trail

The Long Trail est un film muet américain réalisé par Francis Boggs et sorti en 1910.

## Fiche technique
- Réalisation : Francis Boggs
- Production : William Selig
- Date de sortie :
  - États-Unis : 27 juin 1910

## Distribution
- Hobart Bosworth
- Frank Walsh